# Роджерс, Джейсон (фехтовальщик)
Джейсон Николас Роджерс (англ. Jason Nicholas Rogers, род.14 апреля 1983) — американский фехтовальщик-саблист, чемпион Панамериканских игр, призёр панамериканских чемпионатов и Олимпийских игр.

## Биография
Родился в 1983 году в Хьюстоне (штат Техас). В 2003 году завоевал золотую и бронзовую медали Панамериканских игр. В 2004 году принял участие в Олимпийских играх в Афинах, но там американские саблисты стали лишь 4-ми, и в личном первенстве он был лишь 25-м. В 2007 году завоевал бронзовую медаль панамериканского чемпионата. В 2008 году стал обладателем серебряной медали Олимпийских игр в Пекине в командном первенстве, а в личном первенстве был 28-м. 